# Aline Desjardins
Pour les articles homonymes, voir Desjardins.
 (mai 2016).
Si vous disposez d'ouvrages ou d'articles de référence ou si vous connaissez des sites web de qualité traitant du thème abordé ici, merci de compléter l'article en donnant les références utiles à sa vérifiabilité et en les liant à la section « Notes et références ».
Aline Desjardins , née le 21 août 1934 à Saint-Pascal, est une journaliste et animatrice de télévision et de radio canadienne.

## Biographie
Elle se destinait d’abord à l’enseignement, mais sa sœur faisait de la radio et cela l’a inspirée.   Elle a commencé sa carrière à la radio de Sherbrooke, où elle fut en ondes pendant six ans. Au milieu des années 60, elle est appelée à remplacer Michèle Tisseyre dans l'émission "Aujourd'hui" aux côtés de Wilfrid Lemoyne, à la télévision de Radio-Canada à Montréal.
Elle succédera à Lizette Gervais à l’animation de l'émission quotidienne Femme d'aujourd'hui, de 1964 à 1977.  L'émission phare du mouvement féministe. Femme d'aujourd'hui abordait des sujets comme l'avortement, l'inceste, la capacité juridique des femmes, la violence conjugale, etc.
En 1982 et 1983, Aline Desjardins co-anime Repères, un magazine d’information hebdomadaire sur des thèmes de la vie quotidienne et des préoccupations qui touchent de près tous les citoyens. Des questions de consommation, d’environnement et de qualité de vie en général y sont traitées. L’émission rencontre des gens qui ont fait l'événement et ceux qui les l'ont vécu.
Par la suite, on la voit régulièrement dans l’émission Ce soir, une émission d’information comme  journaliste. De 1984 à 1986, on la retrouve dans l’émission Avis de recherche, qu’elle coanime avec Gaston L’Heureux. C’est une émission où les camarades de classe de personnalités publiques sont retrouvés à partir d’une photo de classe.
Elle se consacre par la suite à des émissions sur l'environnement, l'agriculture et la botanique. De 1989 à 1995, elle anime Des jardins d’aujourd’hui, une émission hebdomadaire sur l’horticulture et l’aménagement paysager. On l’entendra aussi à la Première Chaîne de Radio-Canada, dans l’émission D’un soleil à l’autre, puis à La Semaine verte, émission télévisée dans laquelle elle participe à titre de journaliste régulière et animatrice occasionnelle.

## Distinctions
- Officière de l'Ordre national du Québec (2024)[6]